# Cardiophorus safadensis
Cardiophorus safadensis là một loài bọ cánh cứng trong họ Elateridae. Loài này được Platia miêu tả khoa học năm 2008.